# Berlin-Tiergarten
Pour les articles homonymes, voir Tiergarten.
Berlin-Tiergarten [ˈtiːɐ̯ˌɡaʁtn̩]  est le nom d'un quartier de Berlin, situé dans l'arrondissement de Mitte. Avant la réforme de 2001 et son intégration à l'arrondissement, l'ancien district de Tiergarten comprenait les actuels quartiers de Tiergarten, Moabit et Hansaviertel. Le parc du Großer Tiergarten, ayant donné son nom à ce quartier, occupe la grande partie du territoire.

## Géographie

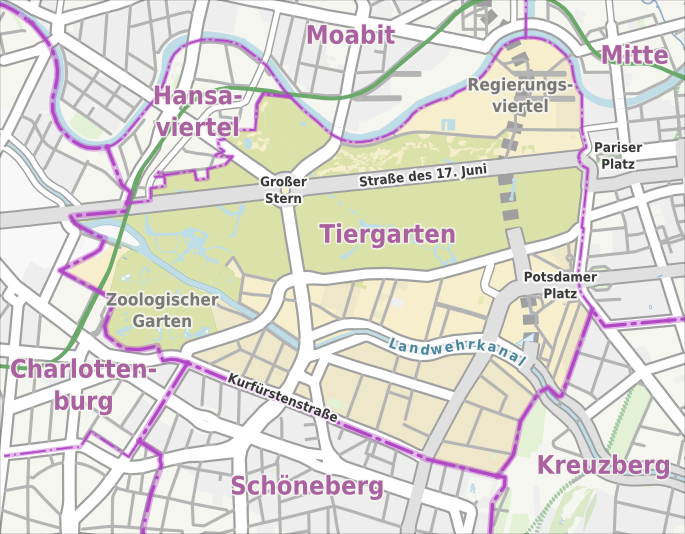
Plan du quartier.

Tiergarten se trouve à l'ouest du centre historique de Berlin, limité par la Pariser Platz avec la porte de Brandebourg et la Potsdamer Platz. Le territoire s'étend depuis la Sprée, au nord, jusqu'au quartier du Schöneberg, au sud. À l'ouest il confine au quartier de Charlottenbourg. Le Großer Tiergarten est le deuxième parc de Berlin, après le terrain de l'ancien aéroport de Tempelhof.
Le quartier gouvernemental, autour du Band des Bundes, s'étend le long de la Sprée au nord du Palais du Reichstag sur la place de la République, du château de Bellevue et la Chancellerie fédérale à l'ouest jusqu'au quartier voisin de Mitte à l'est. Tiergarten est aussi réputé pour le Kulturforum, un ensemble d'édifices culturels autour de la Philharmonie, la Bibliothèque d'État, la Gemäldegalerie et la Neue Nationalgalerie. Le jardin zoologique de Berlin (Zoologischer Garten) se trouve à la limite de Charlottenbourg. La Salle des Congrès (Kongresshalle) est située dans le Großer Tiergarten. En plus, le Bauhaus-Archiv, le Bendlerblock occupé par des bureaux du ministère fédéral de la Défense et le mémorial de la Résistance allemande, ainsi que de nombreuses ambassades se trouvent au sud du parc. Le Berlin Modern est planifié pour ouvrir ses portes en 2027.
Noter que, plus au nord (au delà de Sprée) dans Berlin-Moabit, se trouve le "Petit-Tiergarten (de)". 

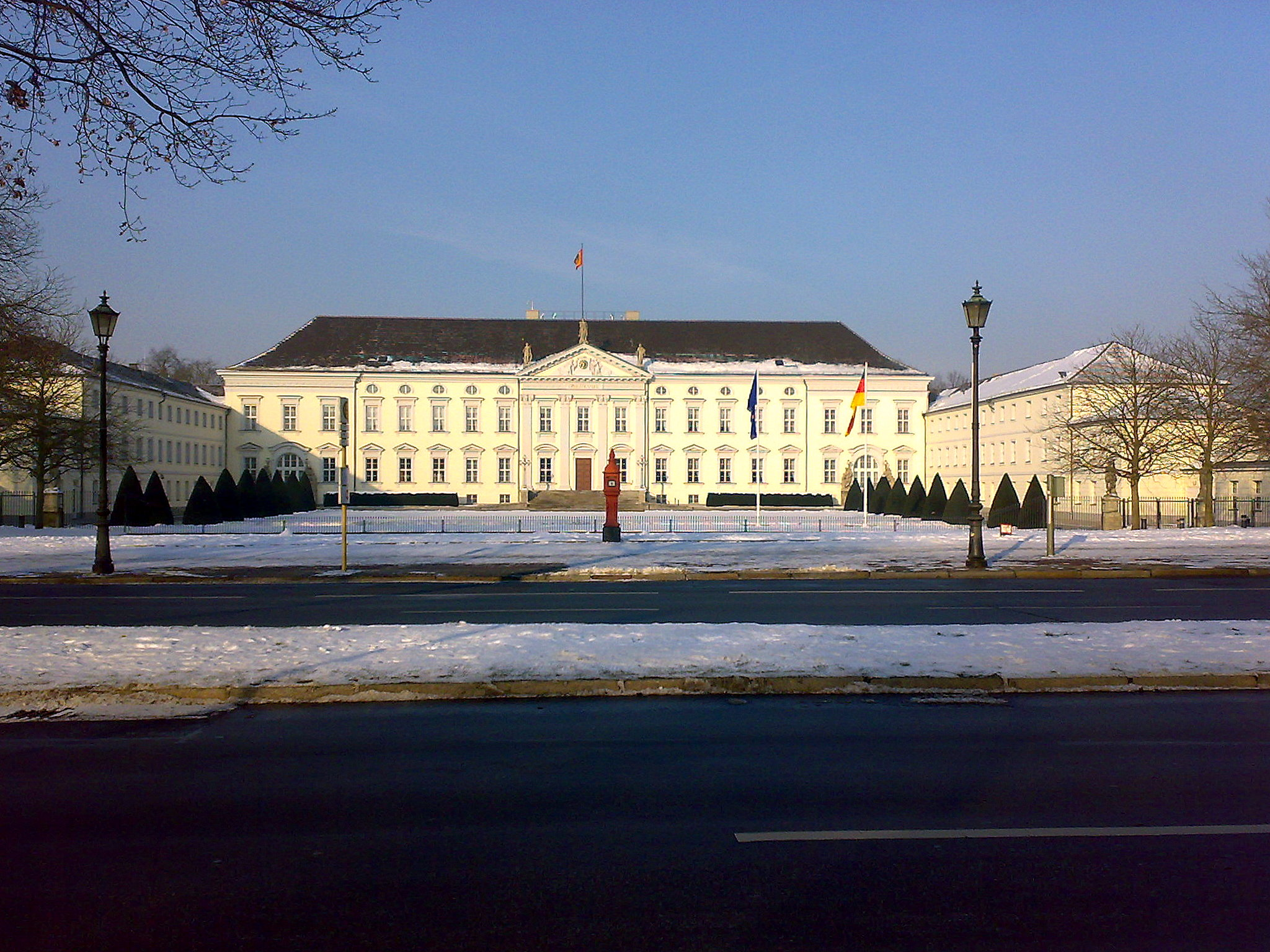
Château de Bellevue, résidence officielle et de lieu de travail du président de la République fédérale d'Allemagne
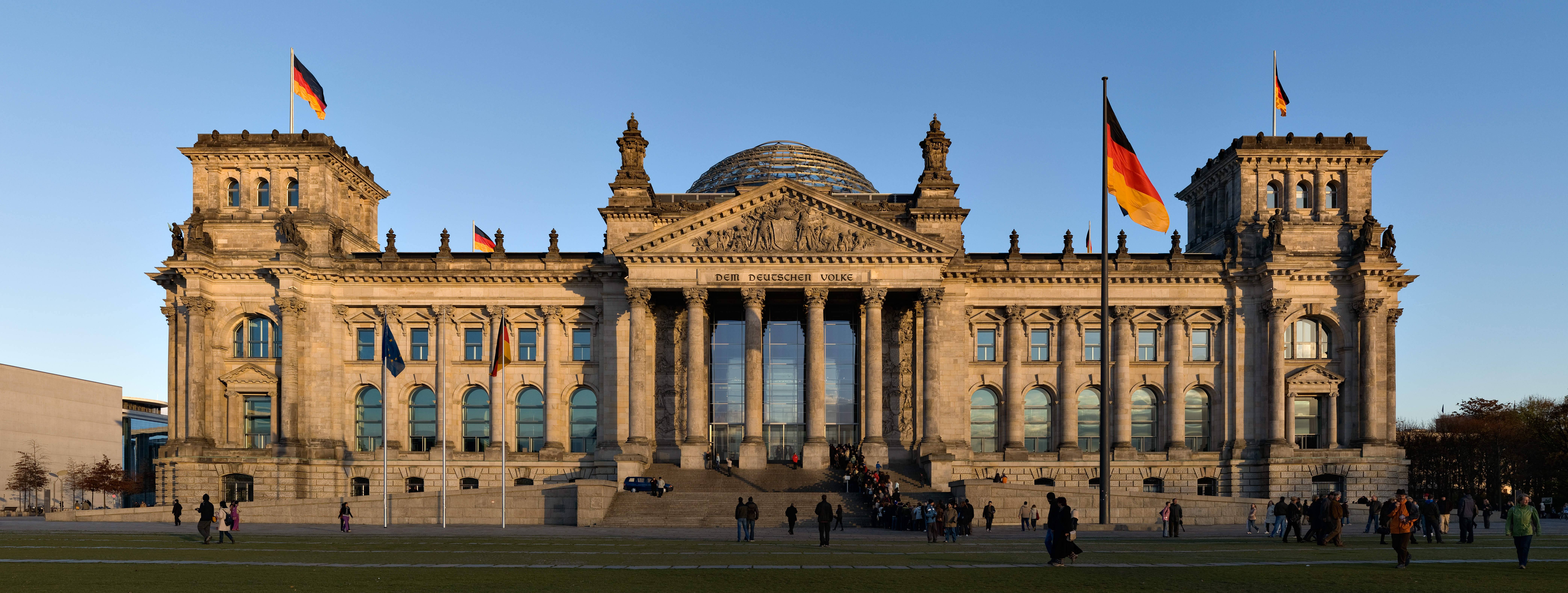
Palais du Reichstag
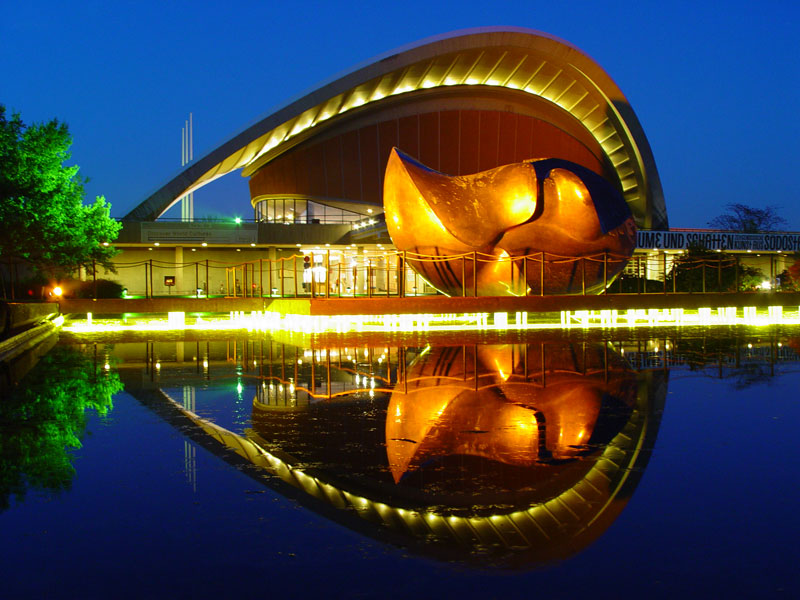
Salle des Congrès (Maison des cultures du monde)
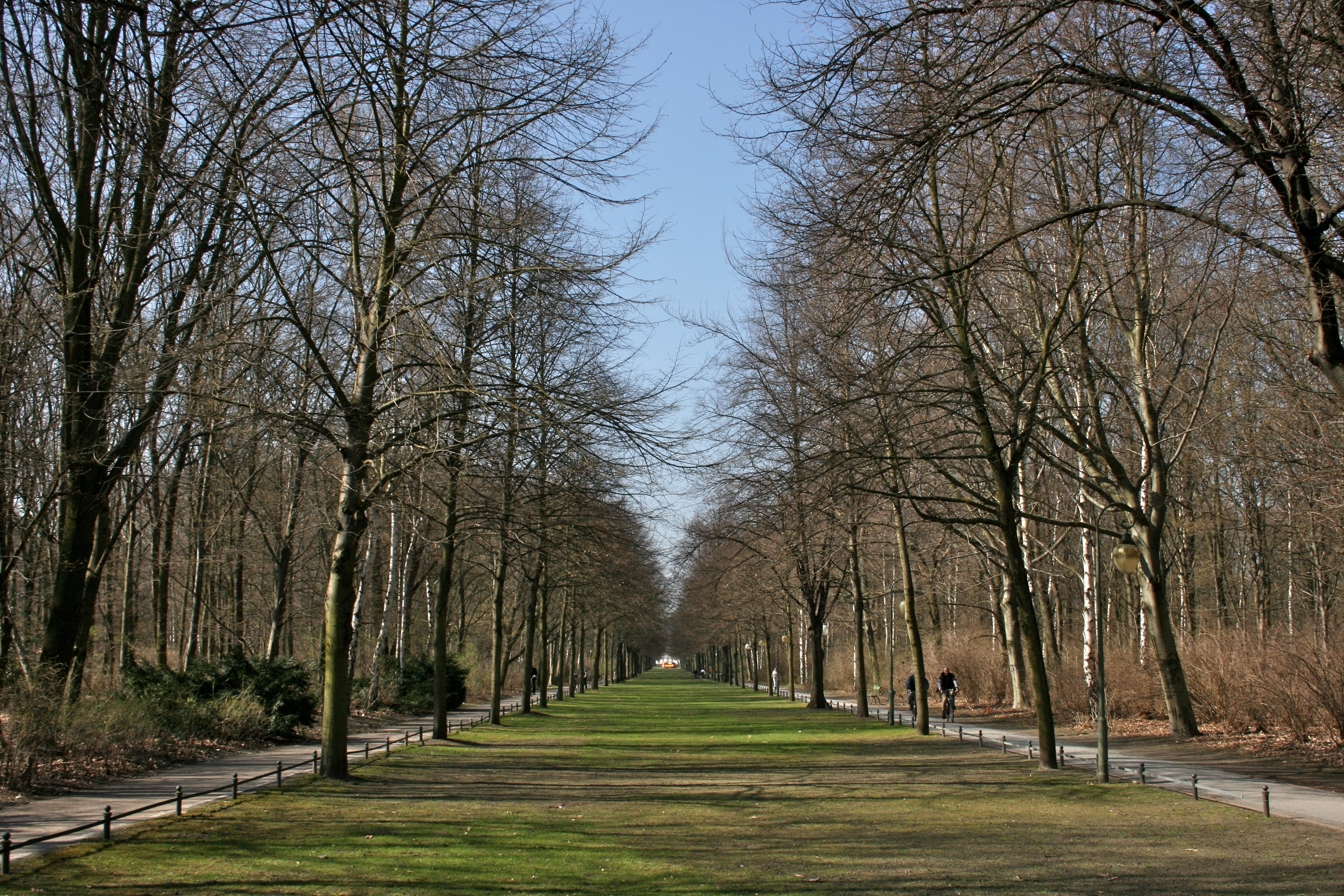
Allée dans le parc Großer Tiergarten

### Population
Le quartier comptait 14 565 habitants le 1er janvier 2017 selon le registre des déclarations domiciliaires, soit 2 817 hab./km2.

## Transports

### Stations de métro
:
Kurfürstenstraße

 :
Mendelssohn-Bartholdy-Park

## Personnalités liées à Tiergarten
- Marlene Dietrich, Potsdamer Straße 116
- Hedwig Dohm (écrivain et féministe), Potsdamer Straße 27a
- Theodor Fontane (écrivain), Potsdamer Straße 134c
- Rudolf Olden (journaliste, écrivain et avocat), Genthiner Straße 8
- Julie Wolfthorn (peintre), Kurfürstenstraße 50.